# Special Reconnaisance Regiment
Special Reconnaissance Regiment eller SRR er et særligt regiment af de britiske væbnede styrker. Det blev dannet den 6. april 2005 og er en del af United Kingdom Special Forces under ledelse af Special Forces Director sammen med Special Air Service (SAS), Special Boat Service (SBS) og Special Forces Support Group (SFSG).
| Militær | Spire Denne artikel om militær er en spire som bør udbygges. Du er velkommen til at hjælpe Wikipedia ved at udvide den. |